# Alberto Perea Correoso
Alberto Álvaro Perea Correoso (Albacete, 19 de desembre de 1990) és un futbolista professional castellanomanxec que juga com a migcampista per l'Anorthosis Famagusta FC.

## Carrera de club
Perea és producte del planter de l'Albacete Balompié. Va debutar amb el primer equip el 17 de gener de 2009, entrant com a suplent a la segona part en una derrota per 0–3 a casa contra l'Hèrcules CF a la segona divisió. El 21 de maig fou traspassat a l'Atlètic de Madrid, i va passar la seva primera temporada amb els colchoneros de l'Atlètic de Madrid B a Segona Divisió B.
El seu bon estat de forma li va permetre fer la pretemporada amb el primer equip per la lliga 2010–11, i va marcar en la seva primera aparició, contra els veïns de Madrid de la RSD Alcalá (victòria per 8–2), i novament contra el Reial Betis (2–1) la setmana següent. El 27 d'octubre de 2010 va jugar el seu primer partit oficial amb l'Atlético, substituint Raúl García en una victòria per 5–0 contra l'Universidad de Las Palmas CF en trenta-dosens de la Copa del Rei de futbol 2010–11; dues setmanes després, amb tot ja decidit, fou titular en el partit de tornada, que acabà en empat 1–1 al Vicente Calderón.
El 12 de juliol de 2011, Perea fou traspassat a un altre club de la Comunitat de Madrid, signant contracte per tres anys amb el Rayo Vallecano, que acabava d'ascendir a La Liga, i fou assignat inicialment al Rayo Vallecano B a Segona B. Beneficiat per diverses lesions al primer equip, va debutar a la màxima categoria el 22 de gener de 2012, tot jugant deu minuts en una derrota per 0–1 a casa contra el RCD Mallorca.
En els anys següents, Perea va anar alternant partits entre segona i Segona B, representant la UE Llagostera, UE Olot i el FC Barcelona B. El 17 de juliol de 2017, com a agent lliure signà per tres anys amb el Cadis CF.
L'1 de febrer de 2019, Perea fou cedit a l'Extremadura UD per sis mesos. Va renovar el seu vincle amb els gaditans fins al 30 de juny de 2023 posteriorment el mateix any.
L'1 de setembre de 2022, Perea va acabar contracte amb el Cadis, i va signar-ne un per un any amb el Granada CF de segona divisió tot just hores després.